# 雨凇

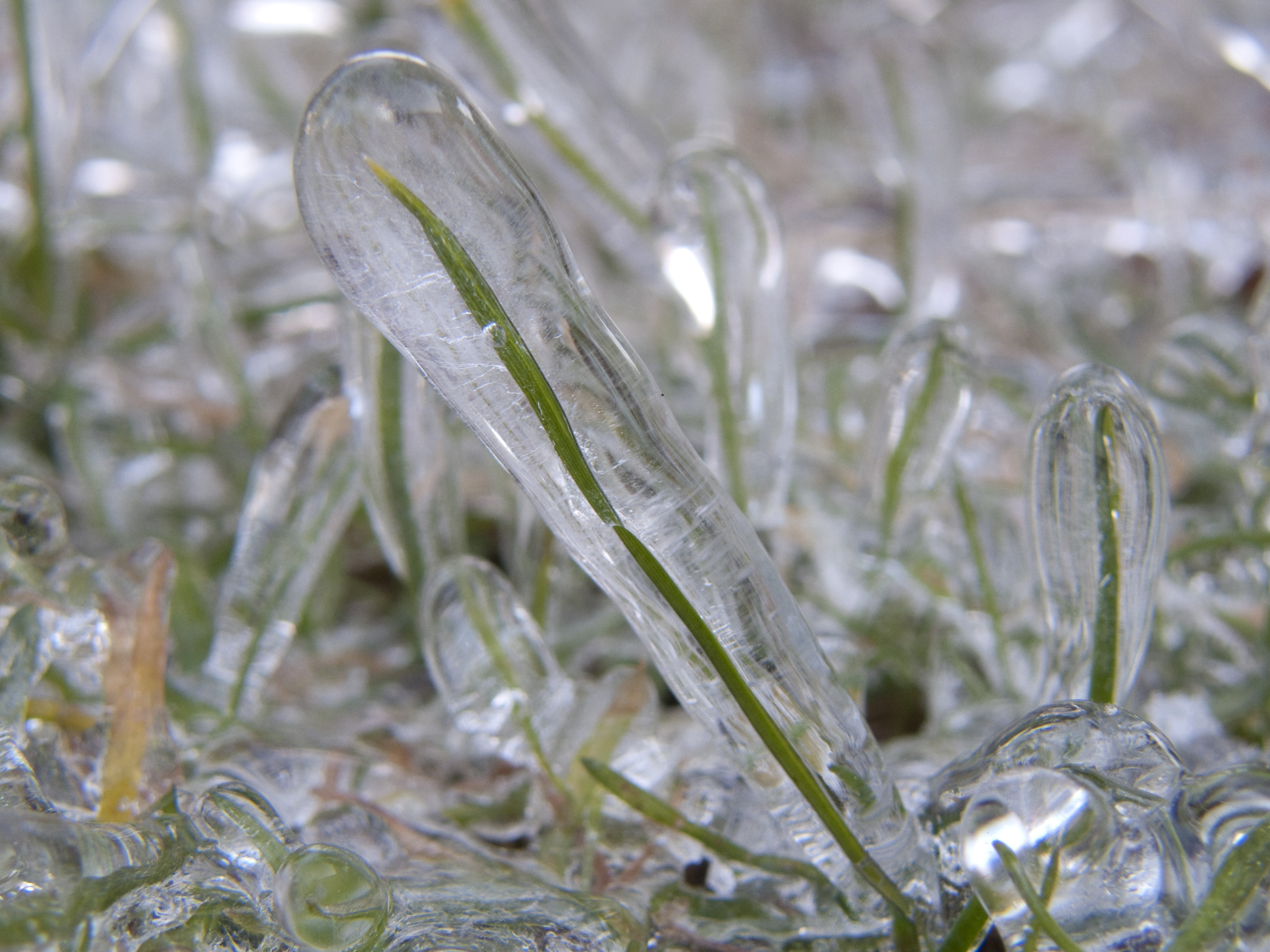
在一片草葉上的雨凇

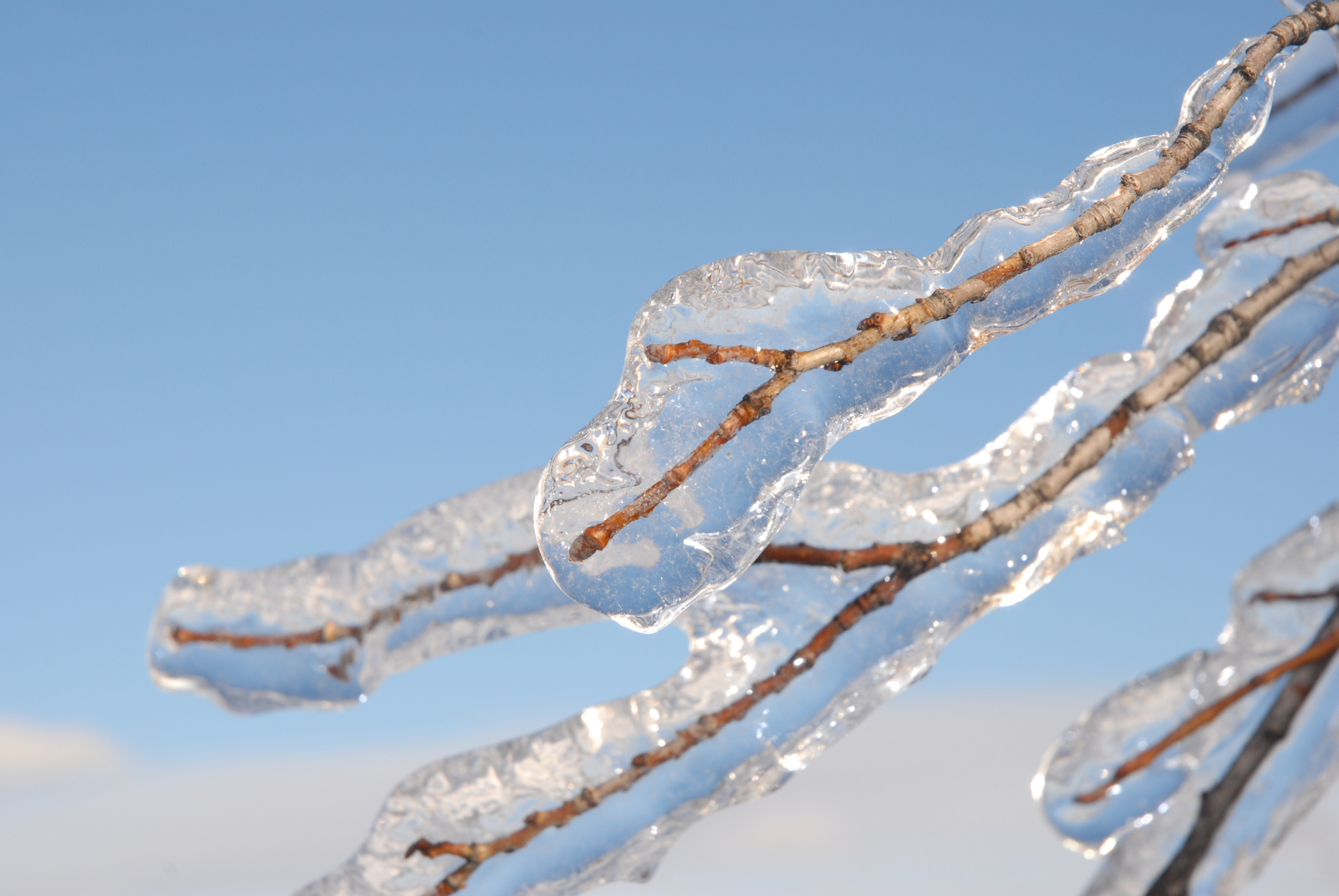
被完全封在雨凇中的樹枝

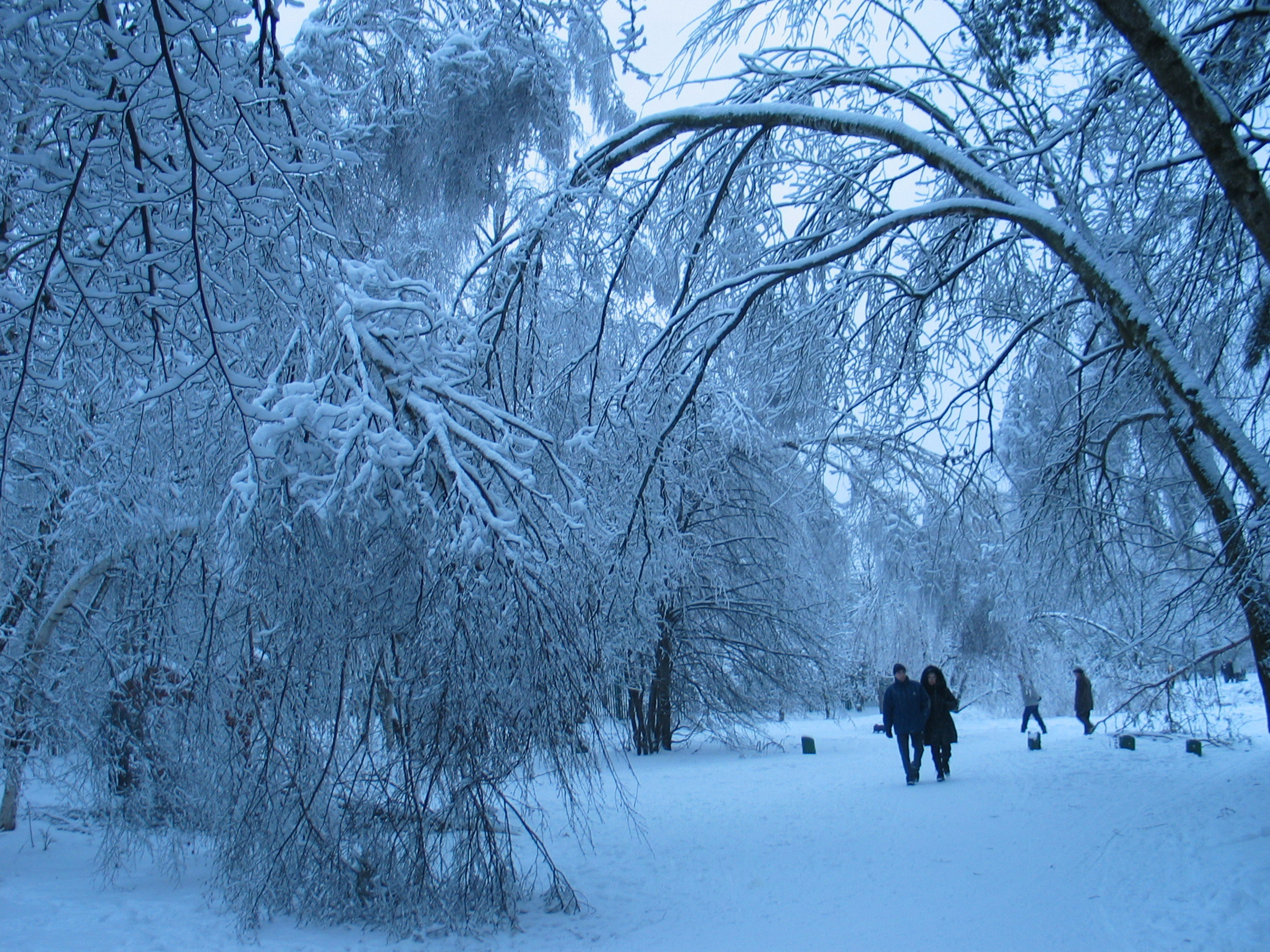
一場凍雨事件一周後，莫斯科的一片森林

雨凇（Glaze、glaze ice、glazed frost），是冰凍的雨撞擊表面時產生的光滑，透明且均勻的冰層。它的外觀類似於清除由過冷水滴形成的冰。在冬季的溫帶氣候中，當高空中的降水形成並在地表降到低於冰點的溫度時，這是一種相對普遍的現象。
冻雨、雨凇和雾凇在气象现象中常被混淆，它们的形成条件和视觉效果有所不同。
1. 冻雨是指雨滴在接触到地面或物体表面时迅速结冰，形成一层透明的冰。这种现象发生在地面温度低于零度，但高空气温高于零度时，通常在寒冷的天气伴随暖空气过境时出现。冻雨导致路面和物体表面结冰，可能影响交通。
2. 雨凇是由于过冷的水滴（气温在零度以下）在接触到冷物体表面时直接冻结形成的冰层。它形成在树木、电线等物体表面，形成厚重的冰层，常导致树枝和电线因冰层重量而损坏。雨凇主要在湿冷天气下的山区和森林中常见。
3. 雾凇则是由于空气中的过冷水滴在接触到冷的物体表面时凝华形成的一种白色冰晶，类似霜的外观。它发生在空气湿度高、温度低的条件下，通常伴随雾气。雾凇形成的冰晶较轻，常见于冬季清晨，特别是在山地和北方寒冷地区，景观优美。

简单来说，冻雨和雨凇主要区别在于水滴是液态还是过冷状态，而雾凇则是直接凝华的固态冰晶。

## 外部連結
- Weather Glossary, G. The Weather Channel